# Estländare
Estländare är invånare i Estland, oberoende av modersmål. Benämningen estländare är således ett samlingsnamn för personer från Estland, oavsett etnisk bakgrund och modersmål. Termen ester syftar i första hand på personer med estniska som modersmål. Dock används begreppen estländare och ester ofta synonymt i svenskan.
Standardestniskan avser med "eestlased" (ester) personer med estnisk etnicitet och estniska som modersmål oavsett i vilket land personen lever. Esterna är den största folkgruppen i Estland och estniska är Estlands officiella språk. En annan stor befolkningsgrupp i Estland är den ryskspråkiga minoriteten. Historiskt sett har det också funnits svenska områden i Estland, man talar då om estlandssvenskar, och den estniska adeln var tyskättad och tyskspråkig, balttyskar. 
Termen "eestimaalane" som motsvarar svenskans estländare finns i standardestniska men är inte ofta använd. I stället talar man hellre om Estlands befolkning eller medborgare när hela befolkningen avses. I moderna ordböcker översätts både "est" och "estländare" med "eestlane".